# Ханоян, Саркис Меликсетович
Сергей (Саркис) Меликович Ханоян (1877 — 1937) — революционер, советский государственный и партийный деятель, старый большевик.

## Биография

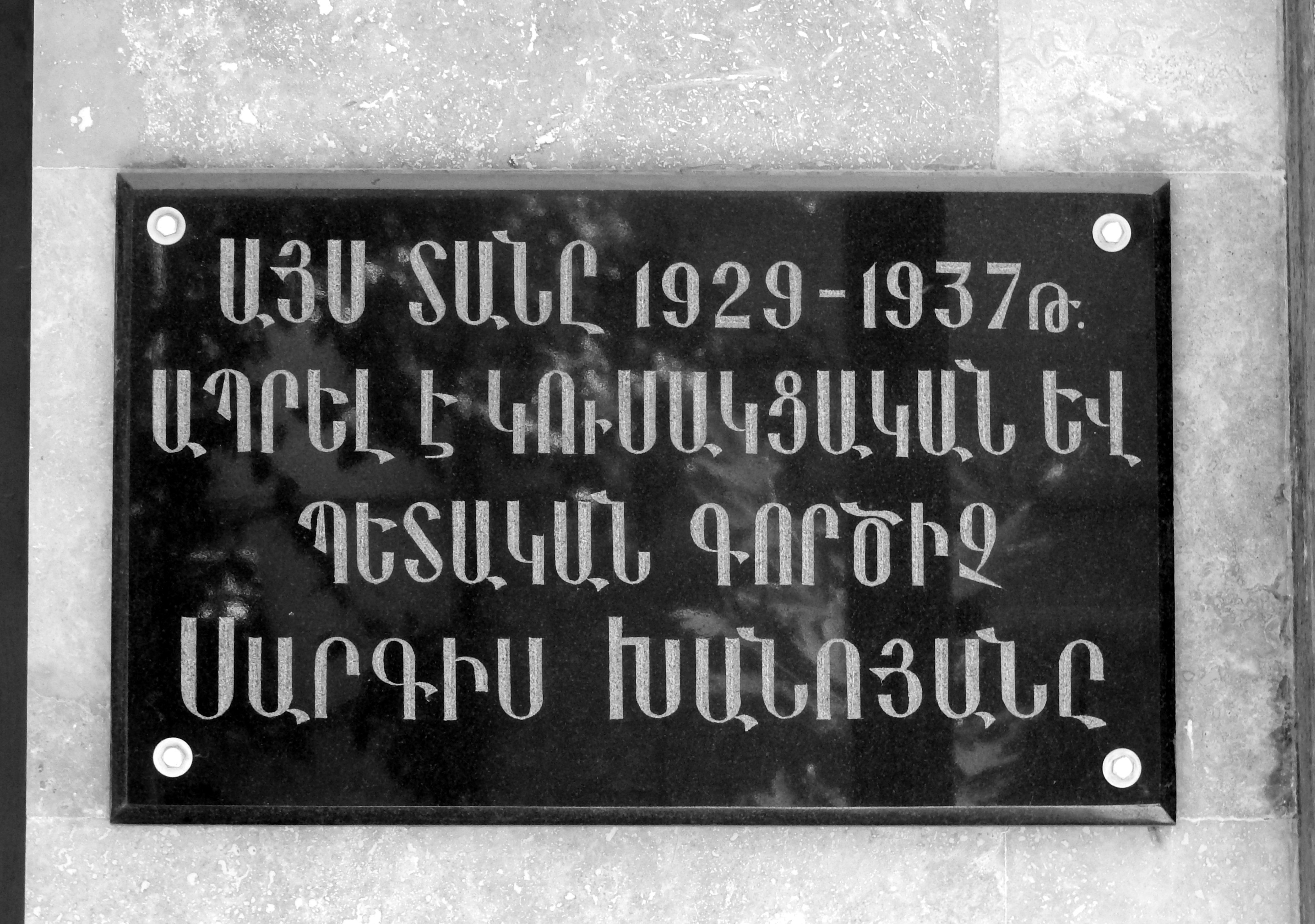
Мемориальная доска на улице Казара Парпеци, дом № 20.

Обучался в семинарии Нерсесян в Тифлисе. С 1902 член РСДРП. С 1907 до 1911 учитель в Нуха в Елисаветпольской губернии. С 1912 по 1914 учился в Петербургской педагогической академии. В 1917 редактор газеты «Банвори крив» («Борьба рабочего») в Тифлисе, затем редактор газеты «Коммунист» в Баку. С июня 1919 член Александропольского уездного комитета РКП(б). С сентября 1919 до 1920 член Армянского комитета РКП(б). С июня 1920 член ЦК КП(б) Армении. С 21 мая по 26 июля 1921 народный комиссар финансов Армянской ССР. С 24 октября 1922 член ЦК КП(б) и народный комиссар юстиции Грузинской ССР, потом прокурор ГССР. С 1923 член Закавказской краевой контрольной комиссии РКП(б). С 15 апреля 1925 по 5 апреля 1927 председатель ЦИК ЗСФСР. С 23 ноября 1929 по январь 1930 народный комиссар юстиции Армянской ССР, также с ноября 1929 до 1933 прокурор Армянской ССР.